# Pneumosema perditum
Pneumosema perditum är en stekelart som beskrevs av Robert A.Wharton 1994. Pneumosema perditum ingår i släktet Pneumosema och familjen bracksteklar. Inga underarter finns listade i Catalogue of Life.